# Hadsund (sund)
 For alternative betydninger, se Hadsund (flertydig). (Se også artikler, som begynder med Hadsund)
Hadsund (tidligere Haderup Sund, efter landsbyen Haderup) er et sund i Mariager Fjord, der adskiller Hadsund og Hadsund Syd. Hadsundbroen er den faste vejforbindelse over sundet.
Første gang navnet Hadsund optræder er i skriftlige kilder er i et tingsvidne læst på Hindsted Herreds ting den 3. september 1467. I 1467 stavedes navnet Haddeswnth, i 1478 Hadswnd, i 1487 Hadsvnd, i 1581 Hatzsund, og i 1700 Hatsund. 